# Леонов, Борис Михайлович
Борис Михайлович Леонов (22 января 1948, Москва) — советский футболист, выступавший на позиции нападающего. Сыграл 27 матей и забил 3 гола в высшей лиге СССР.

## Биография
Воспитанник футбольной школы московского «Динамо». С 1965 года выступал за дубль бело-голубых, в его составе провёл в первенстве дублёров 105 матчей и забил 39 голов, в том числе стал автором 20 голов в 1967 году. В основном составе «Динамо» дебютировал 16 ноября 1967 года в матче высшей лиги против тбилисских одноклубников, выйдя на замену на 70-й минуте вместо Юрия Вшивцева. Всего за основу московского «Динамо» сыграл 4 матча в чемпионате страны (один — в 1967 году и три — в 1969), один матч в Кубке СССР и 8 неофициальных матчей, в которых забил два гола.
Жил в Москве на Ленинском проспекте в одном доме с Николаем Толстых, по совету Леонова Толстых начал заниматься в динамовской школе.
В середине 1969 года перешёл в барнаульское «Динамо», выступал за него в течение года. Летом 1970 года перешёл в «Пахтакор», в его составе забил свой первый гол в высшей лиге 10 сентября 1970 года в ворота своего бывшего клуба — московского «Динамо». Всего за ташкентский клуб сыграл 23 матча и забил 3 гола в высшей лиге, а также 4 матча и 2 гола в Кубке СССР. В конце карьеры провёл два сезона в куйбышевских «Крыльях Советов» в первой лиге.
Завершил спортивную карьеру в возрасте 25 лет. Дальнейшая судьба неизвестна.